# José Yuraszeck
José Roberto Yuraszeck Troncoso (Puerto Montt, 16 de junio de 1951) es un ingeniero civil, empresario y político chileno. Protagonizó uno de los más grandes y mediáticos fraudes, conocido como el caso chispas, siendo director Enersis en 1997. Entre abril de 2012 y abril de 2014 encabezó la presidencia de Azul Azul S.A., concesionaria a cargo del equipo deportivo de fútbol Club Universidad de Chile.

## Biografía
De ascendencia polaca, vivió en su ciudad natal hasta los once años, estudiando en el Colegio Alemán. Luego, por el trabajo de su padre, José Yuraszeck Messerschmitt (fallecido en 1987), quien era funcionario bancario, se trasladó junto a su familia a Lautaro y posteriormente a Valparaíso, donde egresaría del Liceo Eduardo de la Barra. En esa ciudad moriría su madre, María Luisa Troncoso Moon.
En 1969, entró a estudiar ingeniería civil a la Facultad de Ciencias Físicas y Matemáticas de la Universidad de Chile, en Santiago, ciudad que pisaba por primera vez. En pleno gobierno del socialista Salvador Allende, formó parte del opositor Frente de Acción Gremial, ente creado bajo la inspiración del abogado conservador Jaime Guzmán y ligado al Frente Nacionalista Patria y Libertad. Fue en 1971, estando en la Universidad de Chile, cuando fue increpado por simpatizantes de la UP en medio de la polarización política que vivía el país, por lo que procedió a lanzarle botellas con ácido a sus adversarios.
Sus primeros trabajos los realizó en el sector de la construcción, específicamente en grandes obras públicas. En esa etapa de su vida contrajo matrimonio con la historiadora Cecilia Krebs, hija del Premio Nacional Ricardo Krebs, puntualmente en diciembre de 1976, tras dos años de relación.
Es primo, por parte materna, de Luis Dimas (Luis Misle Troncoso)

## Carrera empresarial
Realizó actividades empresariales desde mucho antes de egresar de la universidad y participó activamente en la Bolsa de Comercio, logrando elevar considerablemente su patrimonio. Una vez titulado como ingeniero estructural, en abril de 1978, ingresó a trabajar a Odeplan, a solicitud del también gremialista Miguel Kast, quien poco después sería ministro de esa unidad por encargo del general Augusto Pinochet. De ella llegaría a ser subdirector regional (1980, en la XI Región de Aysén) y nacional (1981).
Siendo subdirector nacional de ODEPLAN, el 30 de abril de 1981 fue nombrado director de la empresa semi-estatal "Sociedad Constructora de Establecimientos Educacionales S. A.", ejerciendo ese cargo por 3 años hasta presentar su renuncia el 2 de abril de 1984.
En 1984 fue designado para ocupar la Gerencia General de la empresa estatal Chilectra Metropolitana, luego de un ofrecimiento hecho por el entonces ministro de Hacienda, Carlos Cáceres, y, según otras fuentes, por deseo del propio Pinochet.
Los siguientes tres años Yuraszeck los pasaría trabajando para sanear la empresa, la que mostraba pérdidas anuales cercanas a los 20 millones de dólares, además de graves conflictos con sus trabajadores. En esa tarea tendría como colaborador cercano a Marcos Zylberberg, compañero de la universidad suyo que participaba en la firma desde el año 1981.
Chilectra había sido creada en 1921 como Compañía Chilena de Electricidad y nacionalizada por Eduardo Frei Montalva a través de la ley N° 17.232 del 14 de agosto de 1970 que autorizaba a la CORFO la compra de sus acciones y bienes. Su función era distribuir y comercializar energía eléctrica en la Región Metropolitana y en la Región de Valparaíso. En 1981, la dictadura militar la había dividido en tres: Chilectra Metropolitana (Chilmetro, después denominada Enersis), Chilectra Generación (Chilgener, hoy AES Gener) y Chilquinta en Valparaíso para ser privatizadas después de 1985.
En 1986, cuando la eléctrica consiguió cifras 'azules', la administración dio por cumplida la tarea y se embarcó en su venta por la vía del llamado "capitalismo popular", es decir que trabajadores de la empresa, funcionarios públicos o de las FFAA tuvieran acceso a la compra de acciones, según fuera el caso.
Su privatización fue mucho más acelerada que la de otras compañías. La meta de la dictadura de Augusto Pinochet era traspasar el 30 por ciento de la firma antes de septiembre de 1985. Sin embargo, a finales de ese año ya se había concretado la venta del 63 por ciento. En diciembre de 1987 ya estaba completamente vendida. Durante este período, las principales compras de acciones son efectuadas por los trabajadores y ejecutivos de la compañía a través de las sociedades de inversión Luz y Fuerza y Los Almendros, las cuales conquistaron el 21,8 por ciento de la mayor distribuidora del país.
Posteriormente, José Yuraszeck junto a sus exsocios en Enersis Marcos Zylberberg, Luis Fernando Mackenna, Marcelo Brito, Arsenio Molina y Eduardo Gardella, fueron acusados por el ya mítico caso Chispas, surgido en la venta del paquete controlador del holding eléctrico a Endesa España, en lo que se denominó “el negocio del siglo”.  A raíz de esta acusación, en 2004, la justicia condenó a los implicados con el pago de USD $75 millones en multas a los socios estratégicos.  Básicamente, el polémico fallo sostiene que los ejecutivos usaron sus cargos directivos en beneficio propio “infringiendo la transparencia del mercado de valores y ocultando información a los restantes directores y accionistas de las citadas compañías”.